# Ehegesetz (Österreich)
Das österreichische Ehegesetz, amtliche Bezeichnung Gesetz zur Vereinheitlichung des Rechts der Eheschließung und der Ehescheidung. Vom 6. Juli 1938. regelt das Recht der Eheschließung und der Ehescheidung in der Republik Österreich einschließlich der Scheidungsfolgen.
Es ist neben dem Allgemeinen bürgerlichen Gesetzbuch (ABGB) in seinem „Zweyten Hauptstück: Von dem Eherechte“ (§ 44 zum Begriff der Ehe; §§ 45 bis 46 zum Eheverlöbnis sowie §§ 89 bis 100 zu den persönlichen Rechtswirkungen der Ehe) die wichtigste Rechtsquelle zum österreichischen Eherecht.

## Entstehungsgeschichte
Nach dem „Anschluss Österreichs“ 1938 wurden die Bestimmungen über die Eheschließung aus dem deutschen Bürgerlichen Gesetzbuch (BGB) sowie aus dem österreichischen Allgemeinen bürgerlichen Gesetzbuch (ABGB) herausgelöst und durch das nationalsozialistische Gesetz zur Vereinheitlichung des Rechts der Eheschließung und der Ehescheidung im Lande Österreich und im übrigen Reichsgebiet zum 1. August 1938 ersetzt und vereinheitlicht. 
Die Beseitigung der nichtstaatlichen Eheschließung, der Untrennbarkeit der katholischen Ehen und die Bereinigung der Dispensehen waren die wesentlichen Ziele der Rechtsvereinheitlichung in Österreich. Es wurden die obligatorische Zivilehe und die Möglichkeit der Ehescheidung neu eingeführt, außerdem die Zuständigkeit des Standesbeamten für die Eheschließungen. 
Seit Aufhebung der „reichsdeutschen Vorschriften“ wie insbesondere den Eheverboten wegen „Blutsverschiedenheit“ und „Mangel der Ehetauglichkeit“ (§§ 4 und 5) durch die Provisorische Staatsregierung im Juni 1945 gilt das Gesetz als Bundesgesetz fort.
Anders als im deutschen Recht war im Nachkriegsösterreich die Wiedereingliederung von Nebengesetzen wie dem Ehegesetz in die zivilrechtliche Kodifikation des ABGB nicht üblich. Die durch das Ehegesetz derogierten Bestimmungen des ABGB (§§ 101 bis 136 ABGB) wurden – nicht zuletzt aufgrund ihrer Differenzierung nach Konfessionen – nicht wiedereingeführt. Ebenso derogiert worden ist durch die staatsrechtlichen Veränderungen die Wortfolge „im Lande Österreich und im übrigen Reichsgebiet“ im Langtitel des Gesetzes.
Wesentliche Veränderungen erfuhr das Ehegesetz am Ende der 1970er Jahre im Zuge der Familienrechtsreform unter Justizminister Broda, sowie Mitte der 1980er. 1999 – auch infolge der Halbe-halbe-Kampagne – wurde das Scheidungsrecht im Zweiten Abschnitt des EheG reformiert.
Nach einer Entscheidung des Verfassungsgerichtshofs vom 4. Dezember 2017 wurde die Wortfolge „verschiedenen Geschlechtes“ in den Regelungen des Allgemeinen bürgerlichen Gesetzbuches zur Ehe (§ 44 ABGB) sowie jene Bestimmungen zur eingetragene Partnerschaft, welche die eingetragene Partnerschaft auf gleichgeschlechtliche Paare beschränken, aufgehoben. Seit 2019 dürfen in Österreich deshalb auch gleichgeschlechtliche Paare heiraten sowie verschiedengeschlechtliche Paare eine eingetragene Partnerschaft eingehen. Für binationale Paare besteht das Eheverbot jedoch fort.

## Gliederung
Es gliedert sich folgendermaßen:
- Erster Abschnitt: Recht der Eheschließung
  - Ehefähigkeit
  - Eheverbote
  - Eheschließung
  - Nichtigkeit der Ehe
  - Aufhebung der Ehe
  - Wiederverheiratung im Falle der Todeserklärung
- Zweiter Abschnitt: Recht der Ehescheidung
  - Allgemeine Vorschriften
  - Ehescheidungsgründe
  - Ausschluss des Scheidungsrechts
  - Schuldausspruch
  - Folgen der Scheidung
    - Namensrecht
    - Unterhalt
    - Aufteilung von Gebrauchsvermögen und Ersparnissen
- Dritter Abschnitt: Sondervorschriften für das Land Österreich

Von besonderer praktischer Relevanz sind die Folgen der Scheidung (insbesondere Unterhalt, Vermögensaufteilung), wobei anzumerken ist, dass es bei der Unterhaltsbemessung zum Teil auf Verschulden ankommt, jedoch die Vermögensaufteilung grundsätzlich verschuldensunabhängig ist. Das Gesetz sieht grundsätzlich 4 Arten der Scheidung vor nämlich die Verschuldensscheidung, die Scheidung wegen Auflösung der ehelichen Gemeinschaft, die einvernehmliche Scheidung, sowie die Scheidung aus sonstigen Gründen.